# جيل هيرون
جيل هيرون (بالإنجليزية: Gil Heron)‏ (9 أبريل 1922 في جامايكا - 27 نوفمبر 2008 في الولايات المتحدة) هو لاعب كرة قدم جامايكي في مركز الهجوم. لعب مع نادي سلتيك ونادي كيدرمينستر هاريرز لكرة القدم ونادي لانارك الثالث.